# Villamayor (Sarria)
Villamayor (llamada oficialmente Santa María de Vilamaior) es una parroquia y una aldea española del municipio de Sarria, en la provincia de Lugo, Galicia.

## Organización territorial
La parroquia está formada por siete entidades de población:
- Bade
- Cabanas
- Lamas
- Paderne
- Palacio (O Palacio)
- Tumbiadoiro (O Tumbiadoiro)
- Vilamaior

## Demografía

### Parroquia
| Gráfica de evolución demográfica de Villamayor (parroquia) entre 2000 y 2021 |
|                                                                              |
| Datos según el nomenclátor publicado por el INE.                             |

### Aldea
| Gráfica de evolución demográfica de Vilamaior (aldea) entre 2000 y 2021 |
|                                                                         |
| Datos según el nomenclátor publicado por el INE.                        |